# Luna Mansour
Luna Mansour (hebräisch לונא מנסור; * 7. April 1992 in Akkon, Israel) ist eine israelische Schauspielerin und Model.

## Biografie
Mansour wurde in Akkon in einer arabisch-muslimischen Familie geboren. Ihr Vater ist der ehemalige Fußballspieler Ibrahim Mansour, ihre Mutter ein ehemaliges Model. Sie studierte an der Universität Tel Aviv.
Im Jahr 2013 nahm Luna Mansour als Laufstegmodel an der Palästinensischen Modewoche in Ramallah teil. Ihr Debüt gab sie 2017 in dem Film Das Leuchten der Erinnerung. Bekanntheit erlangte sie in der Serie Fauda.
Anschließend bekam Mansour 2018 in der Fernsehserie Dr. Karaj eine Hauptrolle. Außerdem wurde sie 2019 für den Film A Tramway in Jerusalem gecastet. Von 2021 bis 2020 war sie in The Beauty Queen of Jerusalem zu sehen. Unter anderem trat sie 2023 in der Serie Red Skies auf.

## Privates
Mansour lebt derzeit in Ramat Aviv. Sie spricht Arabisch, Hebräisch, Englisch und Spanisch. Sie ist mit dem Kolumbianer Daniel Sierra verheiratet.

## Filmografie
Filme
- 2017: Das Leuchten der Erinnerung
- 2018: A Tramway in Jerusalem

Serien
- 2017–2018: Fauda
- 2018: Dr. Karage
- 2020–2023: Kupa Rashit
- 2021–2022: The Beauty Queen of Jerusalem
- 2022: Madrasa
- 2023: Red Skies
- 2024: 8200 (Ruach Tzafonit, Fernsehserie)